# Rocco Marconi

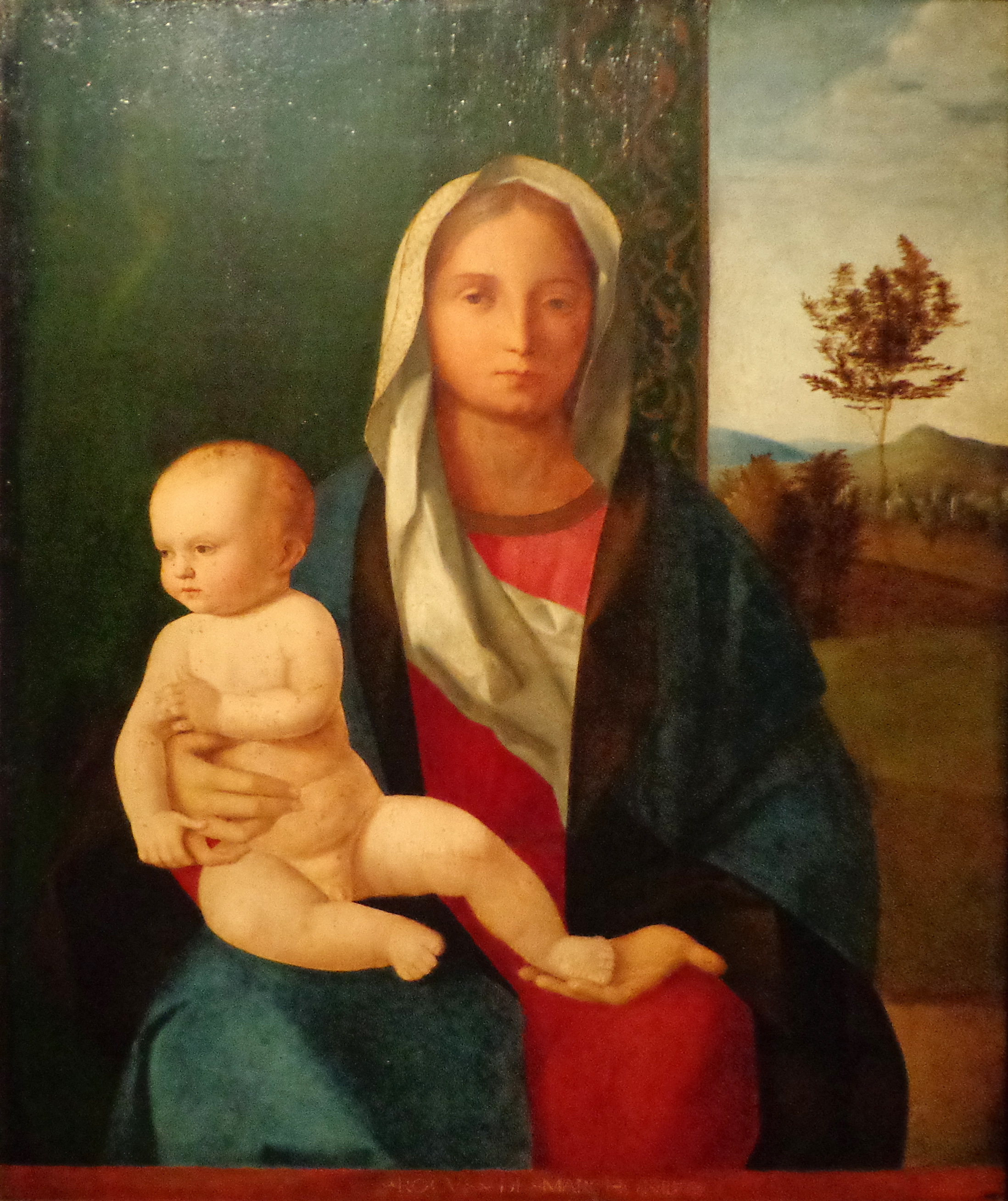
Mare de Déu amb l'Infant c. 1490, Museu de Belles Arts d'Estrasburg

Rocco Marconi, també conegut com a Mestre de la incredulitat de Sant Tomàs, (Treviso o Venècia, c. 1490 - Venècia, 1529) fou un pintor renaixentista italià.

## Biografia
Encara que diverses fonts esmenten Treviso com el seu lloc de naixement, el mateix artista s'autodenomina «venetus» en diversos documents. Potser la seva família fos originària de Bergamo. Es troba documentat a Venècia per primera vegada el 1504. Es va formar com a artista en el taller de Giovanni Bellini, on va treballar durant vint-i-cinc anys com a ajudant del mestre. A la mort de Bellini (1516) va passar al taller de Palma el Vell. Marconi va readaptar el seu estil al del seu nou cap, encara que sempre va retenir de l'hieratisme característic dels seus primers anys.
Rocco va ser un artista de limitat talent i mentalitat artesana, que es va especialitzar a repetir uns certs models apresos dels seus mestres. Algunes obres anteriorment atribuïdes a un anomenat «Mestre de la Incredulitat de Sant Tomàs» han de ser considerades producte de la fase juvenil de Marconi.

## Obres destacades
- Mare de Déu amb l'Infant (c. 1490, Museu de Belles Arts d'Estrasburg)
- Mare de Déu amb l'Infant, Sant Joan Baptistai i Sant Marc (Staatliche Museen Berlín)
- Crist beneint amb dos sants (Basílica de Sant Joan i Sant Pau Venècia)
- Crist i l'adúltera (1525, Galeria de l'Acadèmia de Venècia)